# Lilla Åsmund
Lilla Åsmund är en sjö i Skinnskattebergs kommun i Västmanland och ingår i Norrströms huvudavrinningsområde.